# Adolf Lüderitz
Franz Adolf Eduard Lüderitz (1834-1886) fue un comerciante alemán, fundador de la primera colonia alemana en África del Sudoeste. Dio también su nombre a la ciudad namibia de Lüderitz.
Nació en Bremen, en donde se ocupó del negocio del tabaco con su padre, quien murió en 1878. Adolf Lüderitz tuvo éxito en la dirección del negocio. Había estado en los Estados Unidos desde 1854 hasta 1859.
En 1881 estableció una fábrica en Lagos, y en 1883 adquirió tierras en África del Sudoeste que colocó bajo la protección del Imperio Alemán en 1884, dando origen a la colonia del África del Sudoeste Alemana. Murió ahogado en el Río Orange al naufragar la embarcación en la que se disponía a explorarlo, en 1886.